# マリオン郡 (ジョージア州)

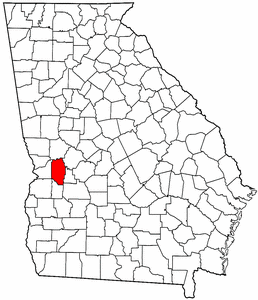

マリオン郡（Marion County）は、アメリカ合衆国ジョージア州にある郡である。人口は8,761人（2015年推計）。郡庁所在地はブエナビスタである。

## 地理
アメリカ合衆国統計局によると、この郡は総面積952 km2 (367 mi2) である。このうち951 km2 (367 mi2) が陸地で1 km2 (0 mi2) が水地域である。総面積の0.13%が水地域となっている。

## 人口動勢
2000年現在の国勢調査で、この郡は人口7,144人、2,668世帯、及び1,912家族が暮らしている。人口密度は8/km2 (20/mi2) である。3/km2 (8/mi2) の平均的な密度に3,130軒の住宅が建っている。この郡の人種的な構成は白人60.85%、アフリカン・アメリカン34.07%、先住民0.36%、アジア0.18%、太平洋諸島系0.17%、その他の人種2.95%、及び混血1.41%である。ここの人口の5.78%はヒスパニックまたはラテン系である。
この郡内の住民は28.30%が18歳未満の未成年、18歳以上24歳以下が8.60%、25歳以上44歳以下が28.80%、45歳以上64歳以下が23.70%、及び65歳以上が10.50%にわたっている。中央値年齢は35歳である。女性100人ごとに対して男性は97.00人である。18歳以上の女性100人ごとに対して男性は92.80人である。
この郡内の世帯ごとの平均的な収入は29,145米ドルであり、家族ごとの平均的な収入は31,928米ドルである。男性は27,118米ドルに対して女性は21,211米ドルの平均的な収入がある。この郡の一人当たりの収入 (per capita income) は14,044米ドルである。人口の22.40%及び家族の17.80%は貧困線以下である。全人口のうち18歳未満の31.20%及び65歳以上の25.10%は貧困線以下の生活を送っている。

## 都市及び町
- ブエナビスタ